# Butterbro
Butterbro (Kofferwort aus Butterbrot und Bro, englisch ausgesprochen, eigentlich Josua Waghubinger, geboren 1989 oder 1990) ist ein österreichischer Kommunikationsdesigner und Musikproduzent, der in Deutschland lebt. Mit seinem Song Verknallt in einen Talahon gelang es ihm 2024, den ersten mit Künstlicher Intelligenz erzeugten Song in den deutschen Singlecharts zu platzieren.

## Leben
Seit seiner Jugend beschäftigte sich Waghubinger mit elektronischer Musikproduktion. Er begann mit den Programmen Dance eJay und Fruity Loops. Waghubinger studierte Kommunikationsdesign an der Krefelder Hochschule Niederrhein und arbeitete als Spieledesigner. Nach seinem Masterabschluss arbeitete er für PwC und gründete er das Startup Triclap. Er arbeitet im Marketing für das Bonner Medienunternehmen Qvest. Er ist verheiratet.

## Verknallt in einen Talahon(2024)
Mit Hilfe der KI-Software Udio ließ er den Song Verknallt in einen Talahon entstehen, der an einen Schlager der 1960er/1970er Jahre angelehnt ist und von der fiktiven Sängerin La Chaya gesungen wird. Zunächst produzierte er nur einen Refrain, in dem das Wort Talahon mit langem u ausgesprochen wird. Nachdem er damit einen Erfolg auf TikTok landete, fügte er weitere Teile hinzu, in denen das Wort mit kurzem o ausgesprochen wird. Den Text schrieb er selbst. Er handelt davon, dass ein Mädchen verliebt in einen sogenannten Talahon ist. Die Covergrafik, auf der eine blonde Frau vor jungen Männern in Retro-Trainingsanzügen an einem Bahnhof zu sehen ist, erzeugte Waghubinger mit Stable Diffusion.
Butterbro wurde auf einigen Medienportalen vorgeworfen, rassistische Stereotype über arabische Migranten zu bedienen. Andere hielten entgegen, dass es sich vor allem um ein Meme handele und es eben nicht abwertend sei. Butterbro wandte gegen Rassismusvorwürfe ein, dass der Text bewusst Klischees aufgreife, jedoch nicht gegen die Herkunft einer Person gerichtet sei. Vielmehr richte er sich ausschließlich gegen selbstgewählte Eigenschaften und Verhaltensweisen. Er kritisierte, dass der Song von rechtspopulistischen Influencern missbraucht werde.
Es handelt sich bei dem Lied um den ersten KI-generierten Song, der sich in den deutschen Singlecharts platzierte. Er erreichte am 9. August Platz 48 der deutschen Charts und in derselben Woche Platz 72 in Österreich, trotz einer kurzfristigen Sperrung durch Spotify, die aufgrund einer falschen Urheberrechtsbeanspruchung erfolgte. Populär wurde er vor allem über die Plattform TikTok.

## Diskografie
Singles
- 2024: Verknallt in einen Talahon